# Mon oncle
Pour l’article homonyme, voir Mon oncle (film, 1917).
Mon oncle est aussi le titre de l’un des Contes cruels d’Octave Mirbeau.
Pour plus de détails, voir Fiche technique et Distribution.
Mon oncle est un film français réalisé par Jacques Tati, tourné en 1956 et 1957 et sorti en 1958.

## Synopsis
Monsieur Arpel, directeur d'une usine de tuyaux en plastique, est fier de la maison futuriste, bardée de gadgets technologiques à l'utilité improbable, qui témoigne de son niveau social. Son beau-frère, M. Hulot, organisateur du désordre, est un personnage rêveur et bohème, à l'influence que Monsieur Arpel juge négative sur son fils. Après une tentative catastrophique d'embauche dans son usine, Il finira par l'éloigner en lui offrant un poste en province.

## Fiche technique
Sauf indication contraire, les informations mentionnées dans cette section peuvent être confirmées par les bases de données cinématographiques  présentes dans la section « Liens externes ».
- Titre : Mon oncle
- Réalisation : Jacques Tati
  - Assistants réalisateurs : Pierre Étaix et Henri Marquet
- Scénario et dialogues : Jacques Tati, Jacques Lagrange et Jean L'Hôte
- Musique : François Barcellini[1], Alain Romans, Norbert Glanzberg (non crédité), Georges Durban[2]
- Photographie : Jean Bourgoin
- Décors :  Jacques Lagrange, notamment pour la Villa Arpel
- Décors : Henri Schmitt
- Son : Jacques Carrère
- Costumes : Jacques Cottin
- Scripte : Sylvette Baudrot
- Montage : Suzanne Baron
- Production : Jacques Tati et Fred Orain (non crédité)
- Sociétés de production : Specta-Films, Gray-Films, Alter-Films (Paris), Film del Centauro (Rome)
- Société de distribution : Gaumont Distribution
- Pays de production :  France
- Genre : comédie
- Format : couleurs - 1,37:1 - 35 mm - mono
- Durée : 110 minutes
- Date de sortie : 10 mai 1958

## Distribution
- Jacques Tati : M. Hulot (non crédité comme acteur)
- Jean-Pierre Zola : M. Arpel
- Adrienne Servantie : Mme Arpel
- Alain Bécourt : Gérard Arpel
- Lucien Frégis : M. Pichard
- Dominique Marie : la voisine
- Betty Schneider : Betty, la fille de la concierge
- Jean-François Martial : Walter
- Max Martel : l'ivrogne
- Yvonne Arnaud : Georgette, la bonne des Arpel
- Claude Badolle : le chiffonnier
- Nicolas Bataille : l'ouvrier
- Régis Fontenay : le marchand de bretelles
- Adélaïde Danielli : Mme Pichard

### Non crédités
- Dominique Derly : la secrétaire d'Arpel
- André Dino : le balayeur
- Suzanne Franck
- Édouard Francomme : le peintre
- Michel Goyot : le vendeur de voitures
- René Lord
- Elsa Mancini
- Jean Meyet
- Denise Péronne : Mlle Février
- Nicole Régnault : l'automobiliste bigleuse
- Claire Rocca : l'amie de Mme Arpel
- Jean-Claude Rémoleux : le client de l'usine de M. Arpel
- Mancini : le marchand italien
- Pierre Étaix (divers petits rôles)
- Marguerite Grillieres
- Georges Loriot
- Les habitants de Saint-Maur-des-Fossés
- Daki : Daki, le teckel des Arpel

## Vian surMon oncle
« Le dernier film de Jacques Tati, Mon oncle, l'emporte encore en perfection sur ces deux classiques de l'écran que sont devenus Jour de fête et Les Vacances de M. Hulot. En vous présentant la musique originale, naïve et gaie de ce ravissant chef-d'œuvre, nous savons ce que nous faisons : nous vous offrons l'illustration sonore d'un film qui durera autant que les bandes immortelles de Chaplin… Et Tati est bien plus qu'un Chaplin français ; c'est un créateur original, un poète de la pellicule, un artiste aussi simple qu'il est bourré de talent. Tati c'est Tati : il ne ressemble à personne et il faudrait se donner bien du mal pour lui ressembler. »

— Boris Vian, BOF de Mon oncle, disques Fontana

## Autour du film
Mon Oncle a été tourné :
- dans les Alpes-Maritimes, aux studios de la Victorine à Nice (villa Arpel[3]) ;
- dans le Val-de-Marne
  - à Saint-Maur-des-Fossés, alors dans le département de la Seine (maison de M. Hulot),
  - à Créteil, alors dans le département de la Seine (usine des laboratoires Pfizer-Clin[4], située non loin de la Marne).

## Distinctions
- 1958 : Prix spécial du Jury, Festival de Cannes[5]
- 1958 : Grand Prix de la Commission Supérieure Technique du Cinéma, Cannes
- 1958 : Prix Méliès de l'Association française de la critique de cinéma
- 1958 : Sélection dans les dix meilleurs films de l'année, New York Film Critics
- 1958 : Médaille d'or de la Federazione Italiana del Circolo del Cinema, Italie
- 1958 : Diplôme d'Honneur de la Resena Mundial, Mexico
- 1958 : Prix San Jorge pour la meilleure photographie de films étrangers, Barcelone
- 1958 : Diplôme Spécial du Jury au 10e Festival des Travailleurs, Tchécoslovaquie
- 1958 : Plaques d'Or du meilleur film et du Meilleur Acteur, Plaques d'Argent du meilleur scénario et de la Meilleure Musique au Festival du Cinéma Français, Rio de Janeiro
- 1958 : Kunniakirja Award, Finlande
- 1958 : Golden Laurel Award au Festival du Film d'Edimbourg, Écosse
- 1959 : Oscar du meilleur film en langue étrangère, Hollywood
- 1959 : Prix Spécial du Jury au Festival de Mar del Plata, Argentine
- 1959 : Meilleur Film, Meilleure Musique et Meilleure Photo, Critiques Brésiliens, Brésil

## Hommage
- 2000 : Reconstitutions de la « scène du poisson », le jardin de Mon oncle par Christophe Mallemouche au Festival international des jardins de Chaumont-sur-Loire
- 2000 : Mon oncle, sculpture en bronze de Mélanie Quentin inaugurée à Saint-Maur-des-Fossés, sur le lieu du tournage du film[6].
- 2009 : Reconstruction de la villa Arpel au Centquatre (Centre des arts & Centre culturel à Paris)[7].